# Riebling (Berg bei Neumarkt in der Oberpfalz)
Riebling ist ein Gemeindeteil der Gemeinde Berg bei Neumarkt in der Oberpfalz im Landkreis Neumarkt in der Oberpfalz in Bayern.

## Geographie
Das Dorf liegt im Oberpfälzer Jura auf circa 412 m ü. NHN etwa 100 m südlich des Gemeindesitzes und etwa 50 m links der Schwarzach.

## Geschichte
Der „-ing“-Ort wurde vermutlich während der baierischen Landnahme des späten 6. Jahrhunderts gegründet. Die Ansiedelung, die auch „Rübling“ genannt wurde, gehörte den Struppergern, „einer sehr alten und begüterten Familie“, gesessen zu Rasch und zu Berg; durch Veräußerung kam der Besitz 1439 an die Frühmesse zu Berg. Der Ort kam an das Zisterzienserinnenkloster Seligenporten. Als dieses 1556 aufgehoben wurde, verwaltete in der Folgezeit das kurfürstliche Klosterrichteramt Seligenporten die Klostergüter, nach einem Salbuch von 1656 des Seligenportischen Kastenamtes zu Neumarkt auch die zwei Halbhöfe in Riebling. Am 16. Mai 1671 übergab Kurfürst Ferdinand Maria dieses Amt mit seinen Zugehörungen dem neuen Salesianerinnenkloster Amberg; der Klosterrichter wohnte aber nach wie vor im ehemaligen Kloster Seligenporten, übte die Niedergerichtsbarkeit aus, und die Abgaben der Untertanen, also auch der Rieblinger Höfe, mussten weiterhin nach Neumarkt verbracht werden. Die Hochgerichtsbarkeit übte das Schultheißenamt Neumarkt aus. Nach einem Steuerverzeichnis von 1774 besaß auch die Hofmark Berg der Veronika Weiß, Tochter des oberpfälzischen Rentrathes Kaspar Weiß, ein Gütl in Riebling, und zwar in der Größe eines Achtelhofes, geerbt von ihrem Vater.
1546 verkauften die Landschaftsverordneten des Fürsten Ottheinrich zum Schuldenabbau u. a. den Zehnt zu „Ribling“ an den Rat von Neumarkt. Als im Dreißigjährigen Krieg 1639 die herzogliche Regierung von Amberg von den ihr unterstellten Ämtern Berichte über die Belegungsfähigkeit in den einzelnen Orten für das Winterquartier von Truppen anforderte, meldete das Schultheißenamt Neumarkt zurück, dass Riebling kriegsbedingt ganz öd sei. Nach dem Krieg erfolgte der Wiederaufbau.
Gegen Ende des Alten Reiches, um 1800, bestand Riebling aus fünf Höfen, von denen vier (drei Viertelhöfe und ein Sechzehntelhof) der Unteren Hofmark Berngau und einer der Hofmark Berg gehörten.
Im Königreich Bayern (1806) wurde Riebling dem Steuerdistrikt Loderbach, um 1810/20 der Ruralgemeinde Loderbach zugeteilt, die außer Loderbach Richtheim und den Beckenhof umfasste, später auch Kadenzhofen und zeitweise die Bruckmühle. Diese Gemeinde wurde im Zuge der Gebietsreform in Bayern zum 1. Mai 1978 nach Berg eingemeindet.
Dem Repertorium zum topographischen Atlasblatt Neumarkt von 1836 ist zu entnehmen, dass Riebling weiterhin aus fünf Höfen bestand. Die Zahl der Wohngebäude hat sich seitdem zwar verdoppelt, aber die Einwohnerzahl ist bis heute nahezu gleich geblieben.
In Riebling befindet sich ein Garten- und Landschaftsbau-Unternehmen (mit großer Halle).

### Einwohnerentwicklung
- 1830: 30 (5 Häuser)[11]
- 1836: 35 (5 Häuser)[12]
- 1861: 32 (11 Gebäude)[13]
- 1900: 38 (5 Wohngebäude)[14]
- 1937: 36[15]
- 1950: 37 (6 Wohngebäude)[16]
- 1961: 39 (7 Wohngebäude)[17]
- 1987: 42 (10 Wohngebäude, 10 Wohnungen)[18]
- 2015: 37[19]

## Verkehrsanbindung
Riebling ist über die Ausfahrt 92 a „Neumarkt/Opf.“ der Bundesautobahn 3 sowie über die Staatsstraße 2240 zu erreichen. Eine Gemeindeverbindungsstraße führt nach Kadenzhofen.